# Chaseiro
Chaseiro – indonezyjski zespół jazzowy z Dżakarty. Okres jego największej aktywności przypadł na lata 1979–1983.
Został założony przez studentów Uniwersytetu Indonezyjskiego. Sławę przyniosła im wygrana w konkursie wokalnym zorganizowanym w 1978 roku przez jedną z lokalnych rozgłośni radiowych. Wkrótce wydali swój pierwszy album pt. Pemuda, który stał się sukcesem komercyjnym.
Z formacją związani byli: Candra Darusman (wokal, klawisze), Helmi Indrakesuma (wokal), Aswin Sastrowardoyo (wokal, gitara), Edwin Hudioro (flet), Irwan B. Indrakesuma (wokal), Rizali Indrakesuma (wokal, bas), Omen Norman Soni Sontani (wokal).
Grupa wylansowała przebój „Pemuda”. Lokalne wydanie magazynu „Rolling Stone” umieściło ten utwór na pozycji 33. w zestawieniu 150 indonezyjskich utworów wszech czasów. 

## Dyskografia
Źródło:
Albumy
- 1979: Pemuda
- 1979: Bila
- 1981: Volume 3
- 1982: Ceria
- 2001: Persembahan